# Chionodes luctuella
Chionodes luctuella — вид лускокрилих комах з родини виїмчастокрилі молі (Gelechiidae).

## Поширення
Вид поширений в Північній та Центральній Європі. Зафіксований в Норвегії, Швеції, Фінляндії, Данії, Німеччині, Австрії, Швейцарії, Італії, Чехії, Словаччині, Польщі, Угорщині, Румунії, Естонії, Латвії, Україні та Росії.

## Опис
Розмах крил 13-15 мм.

## Спосіб життя
Дорослі особини літають з червня по серпень. Личинки живляться Picea abies.